# カニパフ
カニパフ(Kanipahu)は、古代ハワイの王(在位:1215-1245)。ピリ王朝の4代王。
カニパフはカニウフとヒリアマカニの息子。

## 解説
カニパフがモロカイ島に住んでいて、彼が首長であることが発見された後、彼はモロカイの支配長であるフアラニと結婚した。 フアラニは、マウェケの孫娘であったヌアケアのひ孫娘。フアラニのほかに、彼はかつてオアフ島のラコナの妻であった叔母のアライカワアココとも結婚した。息子にカラパナの父カナロアとアカヒアクレアナの祖先カラフモク1世がいる。